# Луке
 Тази статия е за селото в Северна Македония.  За парагвайския град вижте Луке (Парагвай).  
Луке (понякога Лукье или Луки, на македонска литературна норма: Луке) е село в Северна Македония, в община Крива паланка.

## География
Луке е разположено в близост до границата със Сърбия, в областта Славище по течението на река Добровница (Киселичка река), в източното подножие на планината Чупина, северно от общинския център Крива паланка. Съставено е от няколко разпръснати из планината махали.

## История
В края на XIX век Луке е голямо българско село в Кривопаланска каза на Османската империя. Според статистиката на Васил Кънчов („Македония. Етнография и статистика“) от 1900 година Лукьѐ е населявано от 980 жители българи християни. Църквата „Свети Илия“ е от XIX век. Цялото християнско население на селото е под върховенството на Българската екзархия. По данни на секретаря на екзархията Димитър Мишев („La Macédoine et sa Population Chrétienne“) в 1905 година в Луке има 1080 българи екзархисти и в селото функционира българско училище.
На 26 септември 1903 година османски войски, настанени край Лукье, в отговор на опит за преминаване на границата от чета на ВМОРО навлизат в българска територия, ограбват българския граничен пост Караманица, както и една от махалите на село Караманица, Босилеградско, днес в Сърбия.
През ноември 1905 г. селото (общо 140 къщи) е принудено от четите на сръбската пропаганда да се откаже от Екзархията и е обявено за сръбско, но през 1909 година отново става екзархийско. През 1910 година сръбската пропаганда постига нови успехи, като успява да наложи на по-голямата част от селото сръбски свещеник. През октомври 1910 година селото пострадва по време на обезоръжителната акция на младотурците.
По време на Първата световна война Луке е част от Подържиконска община и има 840 жители.
През 1942 година в Луке местното население създава Православно християнско братство „Свето Благовещение“.
Според преброяването от 2002 година селото има 338 жители.
| Националност     | Всичко |
| северномакедонци | 337    |
| албанци          | 0      |
| турци            | 0      |
| роми             | 0      |
| власи            | 0      |
| сърби            | 1      |
| бошняци          | 0      |
| други            | 0      |

## Личности
Родени в Луке
- Арсо Якимов, български революционер от ВМОРО, четник на Петко Стефанов в 1915 година[8]
- Станоя Якимов Георгиев, кметски наместник в периода на българското управление от 1941 до 1944 година[9]
- Серафим Велянов Петров, редник в  допълняющ македонски полк, 8-а рота, загинал 1917 година в Скопие[10]
- Христо Коцев, български революционер, деец на ВМОРО, четник на Петко Стефанов в 1915 година[11]